# Lake View Executive Golf Course
Lake View Executive Golf Course is een golfbaan in de plaats Pahrump in de Amerikaanse staat Nevada. De golfbaan werd in 1979 geopend en is ontworpen door William F. Bell. De golfbaan met een par van 59/60 heeft een lengte van tussen de 2.946 en 3.217 meter, afhankelijk vanaf welke tee gespeeld wordt. De golfbaan beschikt niet over een driving range.
| Kleur | Geslacht | Lengte  | CR   | SR |
| ----- | -------- | ------- | ---- | -- |
| Wit   | Man      | 3.217 m | 58,6 | 82 |
| Rood  | Man      | ?       | 55,2 | 74 |
| Wit   | Vrouw    | ?       | 59,7 | 84 |
| Rood  | Vrouw    | 2.946 m | 57,6 | 80 |